# Bộ Tư lệnh Lăng Chủ tịch Hồ Chí Minh
Bộ Tư lệnh Lăng Chủ tịch Hồ Chí Minh  (hay còn gọi là Đoàn 969) là tổ chức trực thuộc Bộ Quốc phòng Việt Nam. Tiền thân là Đoàn 69 được thành lập ngày 14/5/1976 theo Quyết định số 109/QĐ-QP của Bộ Quốc phòng với nhiệm vụ trọng tâm hiện nay là "giữ gìn lâu dài, bảo vệ tuyệt đối an toàn thi hài Chủ tịch Hồ Chí Minh và phát huy ý nghĩa chính trị, văn hoá của Công trình Lăng trong giai đoạn mới". Ngày thành lập của Bộ là ngày 14 tháng 5 năm 1976, còn ngày truyền thống là ngày 29 tháng 8 năm 1975. Trụ sở của Bộ đặt tại Số 2, Ông Ích Khiêm, Ba Đình, TP. Hà Nội.

## Lịch sử hình thành
- Sáng ngày 29/8/1975, sau Lễ khánh thành Công trình Lăng Chủ tịch Hồ Chí Minh được tổ chức trọng thể tại Quảng trường Ba Đình, các đồng chí lãnh đạo Đảng, Nhà nước đã vào Lăng viếng Bác. Hai chiến sĩ tiêu binh Nông Văn Thành dân tộc Tày và Nguyễn Văn Ri dân tộc Kinh được vinh dự làm nhiệm vụ trong phiên gác đầu tiên. Ngày 29/8/1975 - Ngày tổ chức Lễ khánh thành Lăng, ngày tổ chức buổi lễ viếng Hồ Chí Minh đầu tiên đã trở thành Ngày truyền thống của Bộ đội Bảo vệ Lăng Chủ tịch Hồ Chí Minh.[2]
- Trước đây, thi hài Bác được giữ gìn và bảo vệ trong một không gian hẹp, có điều kiện bảo đảm môi trường trong sạch, tinh khiết. Nay thi hài Bác được giữ gìn trong một không gian rộng, hàng ngày có hàng ngàn lượt người đến viếng, rất khó khăn trong việc bảo đảm các thông số kỹ thuật, an ninh và công tác đón tiếp, tuyên truyền.[2]
- Trước yêu cầu nhiệm vụ mới, ngày 28/12/1975, Thường vụ Quân uỷ Trung ương ra Quyết định số 279/VP-QU thông qua việc thành lập Bộ Tư lệnh Bảo vệ Lăng Chủ tịch Hồ Chí Minh, lấy phiên hiệu là Bộ Tư lệnh 969.[3]
- Ngày 14/5/1976, Bộ Quốc phòng ra Quyết định số 109/QĐ-QP thành lập Bộ Tư lệnh Bảo vệ Lăng Chủ tịch Hồ Chí Minh, trực thuộc Bộ Quốc phòng.[4]
- Vào ngày 25/4/2025, Bộ Quốc phòng quyết định tổ chức lại Bộ tư lệnh Bảo vệ Lăng Chủ tịch Hồ Chí Minh thành Bộ tư lệnh Lăng Chủ tịch Hồ Chí Minh theo Quyết định số 1606/QĐ-BQP.[5]

## Nhiệm vụ
- Bảo đảm tốt việc giữ gìn nguyên vẹn và lâu dài thi hài chủ tịch Hồ Chí Minh;
- Quản lý, vận hành các thiết bị máy móc ở Lăng và các công trình kỹ thuật có liên quan;
- Tổ chức gác danh dự ở Lăng và bảo vệ an toàn khu vực Lăng;
- Tổ chức đón tiếp, tuyên truyền cho nhân dân và khách quốc tế đến viếng Chủ tịch Hồ Chí Minh.

## Lãnh đạo hiện nay
| Lãnh đạo Bộ Tư lệnh Bảo vệ Lăng Chủ tịch Hồ Chí Minh \| Tư lệnh Chính ủy Phó Tư lệnh kiêm Tham mưu trưởng (1) Phó Tư lệnh (2) Phó Chính ủy \| Thiếu tướng Phạm Hải Trung Không có thông tin Đại tá Nguyễn Ngọc Huân Đại tá Nguyễn Hoàng Ân Đại tá Phạm Văn Hiếu \| | |
| Tư lệnh Chính ủy Phó Tư lệnh kiêm Tham mưu trưởng (1) Phó Tư lệnh (2) Phó Chính ủy | Thiếu tướng Phạm Hải Trung Không có thông tin Đại tá Nguyễn Ngọc Huân Đại tá Nguyễn Hoàng Ân Đại tá Phạm Văn Hiếu |

## Tổ chức Đảng
Từ năm 2006 thực hiện chế độ Chính ủy, Chính trị viên trong Quân đội. Tổ chức Đảng bộ trong Bộ Tư lệnh Bảo vệ Lăng Chủ tịch Hồ Chí Minh theo phân cấp như sau:
- Đảng bộ Bộ Tư lệnh Bảo vệ Lăng Chủ tịch Hồ Chí Minh là cao nhất.
- Đảng bộ các Đoàn, Viện trực thuộc Bộ Tư lệnh Bảo vệ Lăng Chủ tịch Hồ Chí Minh
- Đảng bộ các đơn vị cơ sở trực thuộc Đoàn, Viện.
- Chi bộ các Phòng, ban cơ quan đơn vị trực thuộc Bộ Tư lệnh Bảo vệ Lăng Chủ tịch Hồ Chí Minh

## Tổ chức chính quyền

### Cơ quan trực thuộc
- Văn phòng[7][8]
- Phòng Tham mưu[7]
- Phòng Chính trị[9]
- Phòng Hậu cần[7]
- Phòng Kỹ thuật[7]
- Ban Tài chính[8]
- Ban Khoa học Quân sự
- Ban Vật tư
- Ban Công nghệ thông tin[8]

### Đơn vị cơ sở trực thuộc
- Đoàn 195[7]
- Đoàn 969
- Đoàn 275[8]
- Đoàn 285[8]
- Đoàn 595[7]
- Viện 69[7]

## Khen thưởng[10]
- Anh hùng lực lượng vũ trang nhân dân thời kỳ đổi mới (2004);
- 02 Huân chương Hồ Chí Minh (1985, 2010);
- 01 Huân chương Độc lập hạng Nhất (2000);
- 02 Huân chương Quân công (01 hạng Nhất, 01 hạng Ba);
- 01 Huân chương Lao động hạng Nhì (1980);
- Giải thưởng Nhà nước về Cụm công trình KHCN giữ gìn thi hài Chủ tịch Hồ Chí Minh (2000).

## Tư lệnh qua các thời kỳ
- 1975-1980, Trần Kinh Chi, Thiếu tướng [11], sau là Thứ trưởng Bộ Lao động Thương binh và xã hội, nghỉ hưu năm 1992
- 1980-1987, Lương Soạn, Thiếu tướng (1982)
- 1992-2003, Nguyễn Quang Tấn, Thiếu tướng.
- Đào Hữu Nghĩa, Thiếu tướng (2004)
- 2008-2018, Nguyễn Văn Cương, Thiếu tướng (2009)[12]
- 2018-2023, Bùi Hải Sơn, Thiếu tướng (2020), nguyên Phó Tư lệnh, Tham mưu trưởng Bộ Tư lệnh Lăng (2015-2018)
- 2023-nay, Phạm Hải Trung, Thiếu tướng (2023) nguyên Phó Tư lệnh, Tham mưu trưởng Bộ Tư lệnh Lăng

## Chính ủy qua các thời kỳ
- -2013, Đặng Nam Điền, Thiếu tướng (2010), Trung tướng, sau là Chính ủy Học viện Hậu cần.
- 2013-2016, Phạm Văn Lập, Thiếu tướng (2013)[13]
- 2016-4.2020, Cao Đình Kiếm, Thiếu tướng (2016)
- 4.2020-12.2024, Đinh Quốc Hùng, Thiếu tướng (2022), sau là Chính ủy Tổng cục Công nghiệp Quốc phòng